# Mastertronic
 (juin 2020).
Mastertronic est une société spécialisée dans le jeu vidéo, fondée en 1983 et rachetée par Sega en 1991.

## Liste de jeux
- Action Biker
- Amaurote
- Barbarian
- Barry McGuigan World Championship Boxing
- Big Mac
- Bob the Builder: Festival of Fun
- Boulder Dash
- Chronos
- Colony
- Finders Keepers
- Flash Gordon
- Human Race
- Hunter Patrol
- Johnny Bravo: Date-o-Rama!
- The Incredible Shrinking Fireman
- Jason's Gem
- Kane
- Kentilla
- Kikstart 2
- Knight Tyme
- L.A. SWAT
- The Last V8
- Magic Johnson's Fast Break
- Made Man
- Master of Magic
- Mindtrap
- Obliterator
- Ninja
- Nonterraqueous
- One Man and His Droid
- Proof of Destruction
- Rasterscan
- Rescue
- Rigel's Revenge
- Rogue
- Sidewinder
- Soul of a Robot
- Spell Bound
- Spooks
- Star Wars: Droids
- Stormbringer
- Streaker
- Supremacy: Your Will Be Done
- Terminus
- Terrorpods
- Tetris
- Universal Hero
- Voyage into the Unknown
- World Trophy Soccer